# Dong (valuta)
 For alternative betydninger, se Dong. (Se også artikler, som begynder med Dong)
Den vietnamesiske dong (vietnamesisk: đồng; symbol: ₫; ISO-kode: VND) er Vietnams valuta. I april 2021 svarede ca. 3.690 dong til 1 dansk krone. Dong har været valutaen i Vietnam siden den 3. maj 1978, men anvendtes tidligere i Nordvietnam fra 1946, og i Sydvietnam fra 1954.
| Artikelstump | Spire Denne artikel om penge eller valuta er en spire som bør udbygges. Du er velkommen til at hjælpe Wikipedia ved at udvide den. |